# Jumping Flash! 2
 (août 2015).
Si vous disposez d'ouvrages ou d'articles de référence ou si vous connaissez des sites web de qualité traitant du thème abordé ici, merci de compléter l'article en donnant les références utiles à sa vérifiabilité et en les liant à la section « Notes et références ».
 (août 2015).
Jumping Flash! 2 (ジャンピングフラッシュ!, Janpingu Furasshu! 2) est un jeu de plateformes et de tir à la première personne développé par SCE Japan Studio et publié par Sony Computer Entertainment sur PlayStation en 1996. 
Il s'agit de la suite directe de Jumping Flash!, sorti en 1995. Il est depuis sorti de nouveau en version dématérialisée sur PlayStation 3 et PlayStation Portable via le PlayStation Network en 2009. Une suite (communément appelé Robbit Mon Dieu) est développée en 1999.

## Synopsis
Le personnage principal est un lapin robotique nommé Robbit. Sa mission est de retrouver les Mû Muus perdus, qui ont été cachés par le Capitaine Kabuki, en explorant différents mondes.
L'intrigue prend place à la suite des évènements du premier Jumping Flash!. Ce premier opus se finit sur la victoire de Robbit sur le Baron Aloha lorsque celui-ci essaie de prendre le contrôle de la planète Cratère. Aloha fuit et retourne sur sa planète natale : Little Mû.
Cependant, alors qu'il prépare sa revanche, Aloha craint pour sa planète. En effet, un envahisseur extraterrestre connu sous le nom de Capitaine Kabuki (interprété par Lorelei King) débarque sur Little Mû et envahit la planète. Aloha prend alors la fuite dans sa navette spatiale et atterrit sur un astéroïde bien loin de Little Mû. Ne sachant que faire, il se résout à demander l'aide de son ennemi juré, Robbit. Ce dernier parvient à libérer les différentes régions de Little Mû prises par Kabuki et l'affronte finalement dans un duel. Kabuki ne peut lutter et prend la fuite.
Toutefois, Aloha cherche toujours à se venger de Robbit. Il retrouve Kabuki et le convainc de former une alliance afin de détruire le robot-lapin. Le duo attaque Little Mû, forçant Robbit à reprendre le combat. Robbit et Kabuki se battent une dernière fois et le héros réussit à annihiler son adversaire tandis qu'Aloha s'enfuit de nouveau. À la fin du jeu, celui-ci retourne à Little Mû, mais est renié par tous les Mû Muus, qui lui en veulent de s'être allié à Kabuki et d'avoir essayé d'éliminer Robbit, leur sauveur. Ils l'excluent du bar et lui disent de ne plus jamais revenir.

## Système de jeu
Le gameplay de Jumping Flash! 2 est presque identique à celui de son prédécesseur. Le jeu se joue en vue subjective et prend la forme d'un jeu de plateforme en 3D. L'interface reste également assez similaire. La partie supérieure de l'écran indique le temps restant, le score du joueur et les avertissements, astuces et indices lancés par un des quatre acolytes de Robbit.
Toutefois, le jeu apporte certaines nouveautés. Robbit peut désormais se munir d'orbes de puissance en guise d'arme temporaire et peut être récompensé par des succès selon ses performances, selon la manière qu'a le joueur de compléter le niveau. Par exemple, le succès Fleur d'Enfant s'obtient en complétant un niveau sans utiliser aucune arme. Douze succès peuvent être obtenus.
Le gameplay repose sur les sauts que peut effectuer Robbit ainsi que sa capacité à tirer sur les ennemis. Jumping Flash! 2 introduit de nouvelles armes telles qu'un puissant faisceau laser, des missiles et des mines. Les armes du premier opus sont également incluses dans le jeu.

## Développement et lancement
Jumping Flash! 2 est développé par les studios Exact et MuuMuu Co. Ltd (anciennement Ultra). Le moteur de jeu de Jumping Flash! est réutilisé afin de gagner du temps de développement. Toutefois, les développeurs décident de donner une vision bien plus large à Robbit, de fournir des textures de plus haute qualité et d'améliorer l'intelligence artificielle. Si le premier opus se voulait comme une démonstration technique, ce n'est pas le cas de Jumping Flash 2!.
La musique des deux jeux est composée par le compositeur de musique de jeux vidéo japonais Takeoff Miras. La bande originale est publiée par Antinoüs Records en 1996. Jumping Flash! 2 ressort en version dématérialisée sur le PlayStation Network sur PlayStation 3 et PlayStation Portable en 2009, sans aucune modification par rapport à la version de 1996.

## Accueil
À sa sortie, Jumping Flash! 2 reçoit majoritairement des critiques positives, tout comme son prédécesseur. Plusieurs critiques louent l'innovation apportée par le jeu : IGN est impressionné par la taille des nouveaux mondes et la présence de mondes bonus. Le journaliste indique toutefois que le jeu ne diffère pas significativement du premier opus. Famitsu classe le jeu parmi les 120 meilleurs jeux testés par leur rédaction en 2000.
Dans une critique retrogaming, Shawn Sackenheim, journaliste de AllGame, pointe comme défaut principal du jeu sa durée et sa difficulté. Il note toutefois que le nouveau mode contre-la-montre et la suite de l'histoire sont amusants. Sackenheim conclut en disant que malgré les ajouts mineurs et les textures retravaillées, Jumping Flash! 2 est essentiellement une mise à jour technique du premier opus.